# Cargill (Bergen op Zoom)
De vestiging van  Cargill in Bergen op Zoom is een bedrijf dat zetmeelproducten maakt uit tarwe.
Het bedrijf werd door Cargill opgericht in 1979 aan de Lelyweg. Men begon met het maken van glucosestroop uit mais. Aanvankelijk waren er 70 werknemers. Later breidde het bedrijf uit en leverde de maiszetmeelfabriek materiaal aan de papier- en golfkartonindustrie. Er kwam hiernaast een fabriek die zetmeel en glucose uit tarwe vervaardigde. Het aantal werknemers nam toe tot 320. Er was een nauwe samenwerking met Nedalco, dat zetmeel van Cargill aangeleverd kreeg om dit om te zetten in alcohol.
Toen Cerestar in 2002 werd ingelijfd door Cargill kwam daarmee ook de Stijfsel- en Glucosefabriek Sas van Gent in handen van Cargill. Beide fabrieken werden geïntegreerd.
In 2009 werd besloten om de maiszetmeelfabriek te sluiten, waardoor 80 banen verdwenen. Reden zou de verminderde vraag naar papier en karton zijn. De tarwezetmeel en -glucosefabriek bleef voortbestaan.
In 2012 opende Cargill een bio-ethanol fabriek. De verbouwing van de maisfabriek kostte 25 miljoen euro en is goed voor 40 miljoen liter ethanol per jaar.
De fabriek haalt ethanol uit afvalstromen en niet uit producten die ook voor voedsel kunnen worden gebruikt.